# Юре Балковець
Юре Балковець (словен. Jure Balkovec, нар. 9 вересня 1994, Ново Место) — словенський футболіст, лівий захисник турецького клубу «Аланьяспор» та національної збірної Словенії.

## Клубна кар'єра
У дорослому футболі дебютував 2010 року виступами за команду «Бєла Країна», в якій провів один сезон на рівні другого дивізіону, взявши участь в 11 матчах чемпіонату. 
Своєю грою за цю команду привернув увагу представників тренерського штабу клубу «Домжале», до складу якого приєднався 2011 року. Відіграв за команду з Домжале наступні два з половиною сезони своєї ігрової кар'єри.
З 2014 по 2015 рік грав на правах оренди за команди «Крка» та «Радомлє», після чого ще на два з половиною сезони повернувся до «Домжале». 2017 року ставав у його складі володарем Кубка Словенії. 
На початку 2018 року перебрався до Італії, приєднавшись до друголігового «Барі». За півроку змінив команду на «Верону», а ще за рік — на «Емполі».  Більшість часу, проведеного у складі «Емполі», був основним гравцем захисту команди.
Протягом 2020—2022 років захищав кольори турецького клубу «Фатіх Карагюмрюк», після чого перебрався до іншої місцевої команди — «Аланьяспора».

## Виступи за збірні
2011 року дебютував у складі юнацької збірної Словенії (U-18), загалом на юнацькому рівні взяв участь у 17 іграх.
Протягом 2014–2016 років залучався до складу молодіжної збірної Словенії. На молодіжному рівні зіграв у 8 офіційних матчах.
2018 року дебютував в офіційних матчах у складі національної збірної Словенії.
| Дата       | Місто       | Господарі          | Результат | Гості             | Турнір                               | Голи | Примітки |
| ---------- | ----------- | ------------------ | --------- | ----------------- | ------------------------------------ | ---- | -------- |
| 16-10-2018 | Любляна     | Словенія           | 1 – 1     | Кіпр              | Ліга націй УЄФА 2018-2019 - 1-й етап | -    | 58'      |
| 6-9-2019   | Любляна     | Словенія           | 2 – 0     | Польща            | Відбір до ЧЄ 2020                    | -    |          |
| 9-9-2019   | Любляна     | Словенія           | 3 – 2     | Ізраїль           | Відбір до ЧЄ 2020                    | -    | 46'      |
| 10-10-2019 | Скоп'є      | Північна Македонія | 2 – 1     | Словенія          | Відбір до ЧЄ 2020                    | -    |          |
| 13-10-2019 | Любляна     | Словенія           | 0 – 1     | Австрія           | Відбір до ЧЄ 2020                    | -    |          |
| 19-11-2019 | Варшава     | Польща             | 3 – 2     | Словенія          | Відбір до ЧЄ 2020                    | -    |          |
| 3-9-2020   | Любляна     | Словенія           | 0 – 0     | Греція            | Ліга націй УЄФА 2020-2021 - 1-й етап | -    |          |
| 6-9-2020   | Любляна     | Словенія           | 1 – 0     | Молдова           | Ліга націй УЄФА 2020-2021 - 1-й етап | -    |          |
| 11-10-2020 | Приштина    | Косово             | 0 – 1     | Словенія          | Ліга націй УЄФА 2020-2021 - 1-й етап | -    |          |
| 14-10-2020 | Кишинів     | Молдова            | 0 – 4     | Словенія          | Ліга націй УЄФА 2020-2021 - 1-й етап | -    |          |
| 15-11-2020 | Любляна     | Словенія           | 2 – 1     | Косово            | Ліга націй УЄФА 2020-2021 - 1-й етап | -    |          |
| 18-11-2020 | Афіни       | Греція             | 0 – 0     | Словенія          | Ліга націй УЄФА 2020-2021 - 1-й етап | -    | 88'      |
| 24-3-2021  | Любляна     | Словенія           | 1 – 0     | Хорватія          | Відбір до ЧС 2022                    | -    |          |
| 27-3-2021  | Сочі        | Росія              | 2 – 1     | Словенія          | Відбір до ЧС 2022                    | -    |          |
| 30-3-2021  | Строволос   | Кіпр               | 1 – 0     | Словенія          | Відбір до ЧС 2022                    | -    | 81'      |
| 1-6-2021   | Скоп'є      | Північна Македонія | 1 – 1     | Словенія          | товариський матч                     | -    | 4'       |
| 1-9-2021   | Любляна     | Словенія           | 1 – 1     | Словаччина        | Відбір до ЧС 2022                    | -    |          |
| 4-9-2021   | Любляна     | Словенія           | 1 – 0     | Мальта            | Відбір до ЧС 2022                    | -    |          |
| 7-9-2021   | Спліт       | Хорватія           | 3 – 0     | Словенія          | Відбір до ЧС 2022                    | -    | 65'      |
| 8-10-2021  | Та-Калі     | Мальта             | 0 – 4     | Словенія          | Відбір до ЧС 2022                    | -    |          |
| 11-10-2021 | Марибор     | Словенія           | 1 – 2     | Росія             | Відбір до ЧС 2022                    | -    |          |
| 11-11-2021 | Трнава      | Словаччина         | 2 – 2     | Словенія          | Відбір до ЧС 2022                    | -    |          |
| 14-11-2021 | Любляна     | Словенія           | 2 – 1     | Кіпр              | Відбір до ЧС 2022                    | -    |          |
| 12-6-2022  | Любляна     | Словенія           | 2 – 2     | Сербія            | Ліга націй УЄФА 2022-2023 - 1-й етап | -    | 46'      |
| 27-9-2022  | Стокгольм   | Швеція             | 1 – 1     | Словенія          | Ліга націй УЄФА 2022-2023 - 1-й етап | -    | 64'      |
| 17-11-2022 | Клуж-Напока | Румунія            | 1 – 2     | Словенія          | товариський матч                     | -    | 48' 70'  |
| 23-3-2023  | Астана      | Казахстан          | 1 – 2     | Словенія          | Відбір до ЧЄ 2024                    | -    | 46'      |
| 26-3-2023  | Любляна     | Словенія           | 2 – 0     | Сан-Марино        | Відбір до ЧЄ 2024                    | -    | 58'      |
| 16-6-2023  | Гельсінкі   | Фінляндія          | 2 – 0     | Словенія          | Відбір до ЧЄ 2024                    | -    |          |
| 7-9-2023   | Любляна     | Словенія           | 4 – 2     | Північна Ірландія | Відбір до ЧЄ 2024                    | -    | 85'      |
| 10-9-2023  | Серравалле  | Сан-Марино         | 0 – 4     | Словенія          | Відбір до ЧЄ 2024                    | -    | 66'      |
| 21-3-2024  | Та-Калі     | Мальта             | 2 – 2     | Словенія          | товариський матч                     | -    |          |
| Усього     |             | Матчів             | 32        |                   | Голів                                | 0    |          |

## Титули і досягнення
- Володар Кубка Словенії (1):

«Домжале»: 2016-2017